# Sergej Kornilenko
Sjarhej Karnilenka (Wit-Russisch: Сяргей Карніленка, Russisch: Сергей Корниленко, Sergej Kornilenko - Vitebsk, 14 juni 1983) is een Wit-Russisch betaald voetballer die bij voorkeur in de aanval speelt. Hij tekende in augustus 2011 een driejarig contract bij Krylja Sovetov Samara. In 2004 debuteerde hij in het Wit-Russisch voetbalelftal, waarvoor hij meer dan vijftig interlands speelde.